# Svojdomov
Svojdomov je městská čtvrť rodinných domů bytového stavebního družstva Svojdomov v Žilině. Její součástí jsou ulice Stárkova, Na Šefranici a Daniela Krmana. Vybudována byla v letech 1931–1932. Družstvo Svojdomov založil v roce 1930 Štefan Mellner, který byl i jeho předsedou.
Celostátní soutěž na kolonii Svojdomov byla vyhlášena v roce 1930. Do užšího kola byli přizváni architekti Michal Maximilián Scheer, J. Stein a Ž. Wertheimer. Stavebně byly realizovány projekty od architektů M. M. Scheera a J. Steina. Byla zde projektována čtvrť pro 145 rodinných domů. V letech 1931–1939 bylo z plánovaných 68 postaveno 48 rodinných domů, které stály samostatně nebo jako dvojdomy. Jednotlivé domy byly projektovány s možností variability jejich využití v dalších letech. Uplatněny zde byly myšlenky moderního bydlení z výstavy ve Stuttgartu z roku 1927 a prvky funkcionalismu – ploché střechy, střešní terasy, obytné balkony, vystupující schodiště, loggie, zimní zahrady.
Členům družstva byly nabízeny projekty na různé typy domů: jednopokojový, dvoupokojový s mansardou, dva dvoupokojové byty v jednom domě, tři pokoje s mansardou a čtyřpokojový dům. Po druhé světové válce už pokračovala výstavba vícepodlažních budov, čímž byla narušena urbanistická koncepce doposud vybudovaných rodinných domů. Prostorové řešení domů družstva „Svojdomov“ představuje jedinečnou památku moderní architektury na Slovensku, porovnatelnou s ostatními dobovými realizacemi. Představuje také vysoký standard bydlení a výrazně ovlivnila vývoj bydlení ve městě i v dalších letech.